# 산줄리아노델산니오
산줄리아노델산니오(이탈리아어: San Giuliano del Sannio)는 이탈리아 몰리세주 캄포바소도의 코무네다. 캄포바소로부터 남쪽 13km 거리에 있다.